# 1238
Година 1238 (MCCXXXVIII) била је проста година која је почела у петак.

## Догађаји
- Википедија:Непознат датум — Након битке код Кортенуова многе друге комуне су се потчиниле цару у Верони, међу њима је Ђенова и Фиренца. Неке и даље одолевају, као на пр. Милано,. Фридрих је опколио Брешу.
- јануар — Битка код Коломне
- 15-20. јануар — Опсада Москве (1238)
- 3-8. фебруар — Опсада Владимира (1238)
- 4. март — Битка на реци Сити
- март - мај — Опсада Козељска
- 28. септембар Уз помоћ темплара и јовановаца арагонски краљ Јаков Освајач освојио је Валенсију од Мавара, који су се затим повукли у Гранаду.

### Децембар
- Википедија:Непознат датум — Након пада Алмохада, Мухамад ибн Наср засновао је властиту државу у Гранади и тако настаје насридска династија.
- Википедија:Непознат датум — Тевтонски коњаници морали су да препусте Естонију данском краљу Валдемару II.
- Википедија:Непознат датум — У Русији су након борби у близини Коломне Татари освојили Москву и Суздаљ. У другој бици на реци Сит руска војска је потучена.
- Википедија:Непознат датум — У Суздаљској кнежевини кнеза Владимира наследио је брат Јарослав II.
- Википедија:Непознат датум — У Египту ел Камила је наследио син ас-Салих Ајуб, под којим су Ајубиди поново освојили Јерусалим.
- Википедија:Непознат датум — У Мароку је град Фес постао средиште власти у рукама династије Меринида.
- Википедија:Непознат датум — Симон V Монфорт оженио Елеанору, сестру Хенрија III Плантагенета.